# Katharine Wright
Katharine Wright   (Dayton, 19 d'agost de 1874 - Kansas City, 3 de març de 1929) Katharine Wright Haskell fou la germana menor dels pioners de l'aviació Wilbur i Orville Wright, amb qui treballà estretament. Va dirigir la botiga de bicicletes familiar; ajudà amb les operacions de vol, redacció, i comunicacions. Fou mestra de secundària i més tard es va convertir en una celebritat internacional quan els tres anaren a Europa a presentar les seues innovacions aèries. Els francesos els reconegueren les contribucions, i atorgaren la Legió d'Honor francesa als tres germans Wright. Katharine també lluità pel sufragi femení a Ohio.

## Biografia

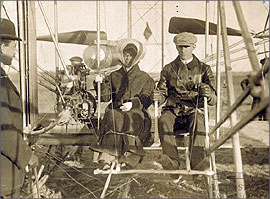
Katharine amb el seu germà Wilbur asseguda en el Wright Model A Flyer amb l'altre germà Orville dempeus a prop, el 1909. Aquesta era la primera vegada que Katharine volava

Wright nasqué el 19 d'agost del 1874, tres anys després que el seu germà Orville. Era la filla menor dels cinc fills supervivents de Milton Wright i Susan Koerner. Susan va morir de tuberculosi el 1889 i, com que Wright era l'única xiqueta, l'administració de la llar va recaure en ella a l'edat de quinze anys. Wright estudià mentre administrava la casa que compartia amb el seu pare i quatre germans majors. Estigué molt unida a Wilbur i Orville i els donà suport moral i material mentre intentaven volar.
Wright estudià en la Central High School de Dayton (Ohio) i entrà en l'Oberlin College el 1893: s'hi llicencià el 1898, una de les poques universitats mixtes dels Estats Units en aquest moment. Katharine es reunia amb un tutor tres vegades per setmana i aquest tutor, Henry Joseph Haskell, es convertiria en el seu marit. Va ocupar un lloc com a professora de llatí en la Steele High School de Dayton (Ohio).
El 1908, després de quasi tres anys d'intents, els germans van convèncer el Cos de Senyals dels Estats Units perquè els permetés provar el seu Wright Flyer per a una possible venda al govern a Fort Myer (Virgínia). Orville fou el pilot de les demostracions. Després d'una setmana de vols reeixits i sense precedents, el desastre es va produir el 17 de setembre del 1908. Se'n trencà una hèlix i posà l'avió fora de control; es matà el passatger, el tinent de l'exèrcit Thomas Selfridge, i Orville es ferí greument. Katharine va anar immediatament a l'Hospital de l'Exèrcit del nord de Virgínia; havia demanat una llicència d'emergència del seu treball com a mestra i mai hi tornaria.

## Col·laboració amb els germans
Els germans Wright finançaren els seus esforços amb els guanys de la seua botiga de bicicletes, que Katharine ajudava a administrar quan els germans passaven els estius a Kitty Hawk. Va empacar subministraments per als germans, portà la correspondència oficial, i ajudà a Wilbur i Orville a negociar una ampliació d'un any del contracte amb el Cos de Senyals dels Estats Units després de l'accident d'Orville del 1908. També aprengué francés per a parlar amb dignataris europeus pels seus germans durant els viatges d'exhibició finançats per Charles Ranlett Flint.

## Celebritat
Wilbur li demanà a Katharine que se n'anàs a França amb Orville, i el 1909 es van reunir amb ell a Pau (Occitània). Va dominar l'escena social, molt més que els notòriament tímids i seriosos germans. Katharine sovint representava els seus germans en públic, fins i tot parlant amb dignataris com Alfons XIII, Georges Clémenceau, Alfred Harmsworth, primer vescomte de Northcliffe i el príncep Federico Guillem de Prússia. Va ser guardonada, juntament amb Wilbur i Orville, amb la Legió d'Honor, la qual cosa la converteix en una de les poques dones estatunidenques que l'han rebuda. Quan van tornar a Dayton, els tres germans eren famosos, i Katharine assumí responsabilitats comercials, convertint-se en oficial de la Wright Company el 1912 després de la mort de Wilbur. L'empresa fou venuda el 1915 per Orville.
Wright col·laborà pel sufragi femení a Ohio. En suport d'una propera votació d'esmena, organitzà una desfilada a Dayton el 24 d'octubre del 1914, on van marxar 1.300 simpatitzants, entre aquests el seu pare i el seu germà, Orville.

## La seua vida després de la venda de Wright Company
El 1917, son pare va morir tres anys després que ell, Katharine, Orville, Charles i Carrie Kayler Grumbach es mudassen a Hawthorn Hill, una mansió recentment construïda al suburbi d'Oakwood a Dayton. Katharine s'ocupava de l'agenda social d'Orville, la correspondència i els compromisos comercials, juntament amb la seua secretària, Mabel Beck.
Wright fou membre del consell d'administració de l'Oberlin College des del 1924 fins a la seua mort, el 1929.

## Matrimoni, vida posterior i mort
En la dècada del 1920, Katharine renovà la correspondència amb un antic company dels seus dies universitaris, editor associat i membre de la junta del Kansas City Star, Henry Joseph Haskell. Haskell era vidu, vivia a Kansas City (Missouri) i van començar una relació epistolar. Katharine temia la reacció d'Orville al seu festeig amb Haskell; quan Henry li donà la notícia a Orville, aquest, devastat, va deixar de parlar amb la seua germana.
Katharine es casà amb Henry el 20 de novembre del 1926 en l'Oberlin College. Orville es negà a assistir a la cerimònia. Katharine es traslladà amb el seu espòs a Kansas City.
Dos anys després del seu matrimoni, Katharine va contraure pneumònia. Quan Orville se n'assabentà, encara es va negar a veure-la. El seu germà Lorin, que aprovà el matrimoni de Katharine amb Haskell, va persuadir Orville perquè la visitàs, i ell era al costat del seu llit quan va morir, el 3 de març del 1929, a cinquanta-quatre anys.

## Galeria d'imatges

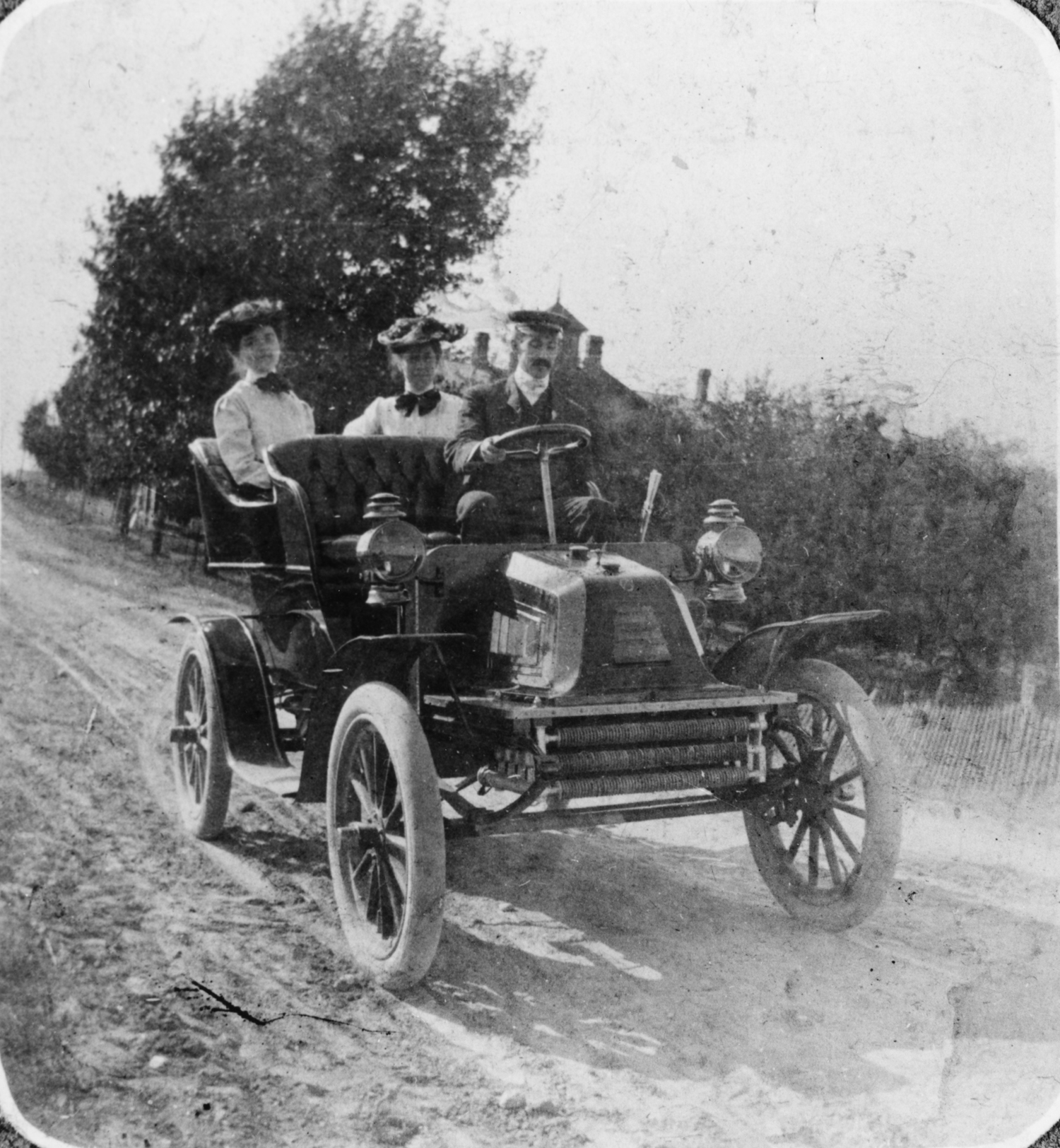
Orville Wright (conduint), Katharine Wright (centre) i l'amiga de la família Harriet Silliman en l'automòbil "St. Louis" comprat per Charles Webbert en la Wright Cycle Company el 1903
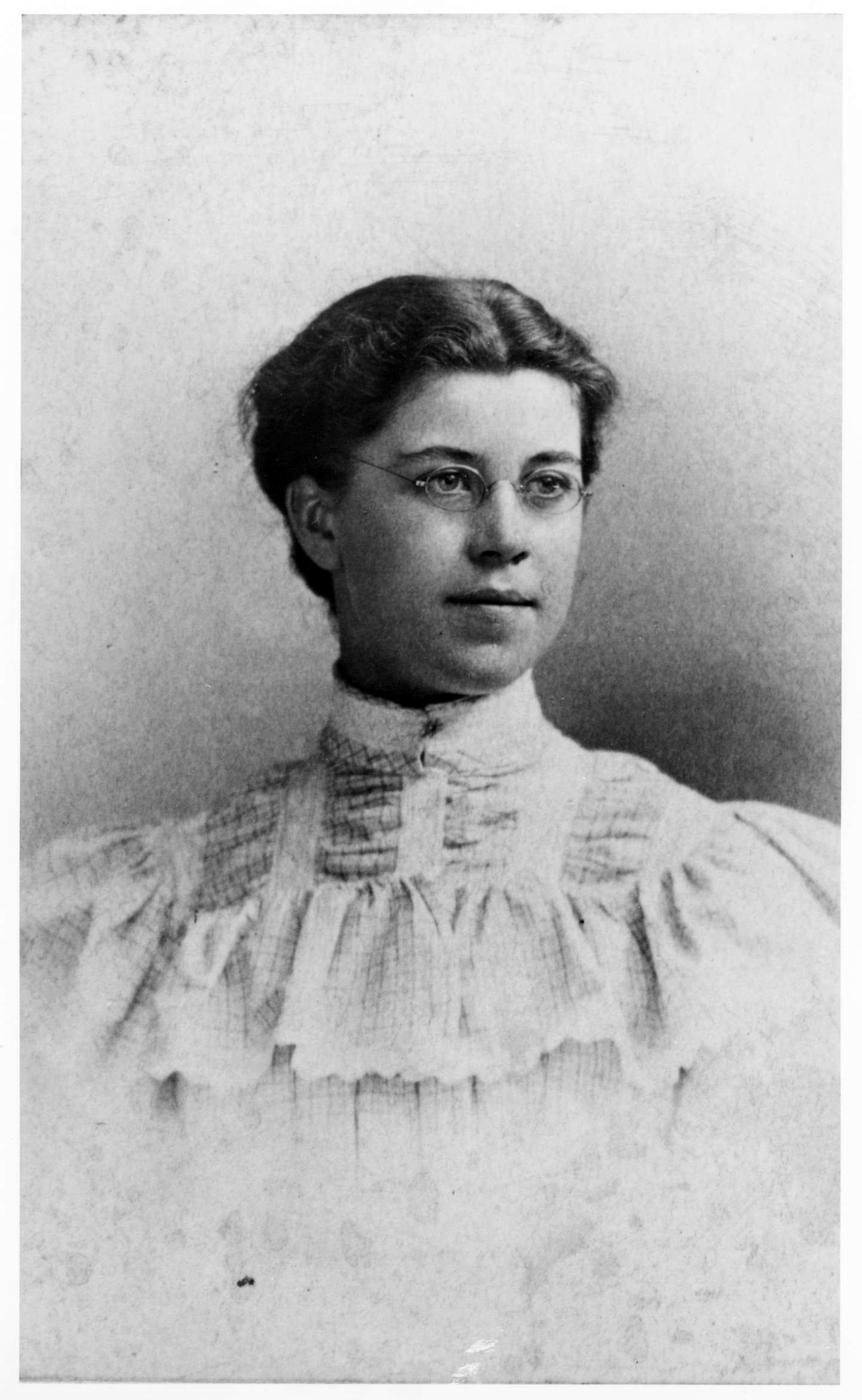
Retrat de Katharine Wright al voltant dels 16 anys, al 1890